# Sugar (Choi Young-jae)
Sugar è il secondo EP del cantante sudcoreano Youngjae, pubblicato il 21 giugno 2022.

## Descrizione
L'uscita di Sugar viene annunciata il 3 giugno 2022. Youngjae ha partecipato alla scrittura dei testi, alla composizione e agli arrangiamenti di tutte le cinque tracce, partendo dal tema del disco e passando in seguito ai testi e alle melodie.
Sugar, di genere rock e R&B, si apre con l'omonimo brano dance pop, che presenta suoni di chitarra e batteria, e nel quale Youngjae paragona allo zucchero un amore inarrestabile e che causa dipendenza, passando dal falsetto a fare uso di toni profondi. Focus è pop e R&B, mentre Crema hip hop e dall'atmosfera jazz basata sui ritmi del bossa nova.

## Tracce
1. Sugar – 3:06 (testo: Ars, Jay & Rudy – musica: Ars, Boytoy, Disko, Jay & Rudy, Isaac Han, Aron Kim, Ghostchild Ltd)
2. Focus – 3:12 (testo: Ars, Peter Hyun, Kinsha – musica: Ars, Boytoy, Disko, Peter Hyun)
3. Crema – 3:16 (Ars, Boytoy, Atunes)
4. Nothing – 3:26 (testo: Ars, Hahm, D'tour – musica: Ars, Boytoy, Aron Kim, Hahm, Kay, John Thomas)
5. With You – 3:04 (testo: Ars, Boytoy, TopTier, Kunyo – musica: Ars, Boytoy, TopTier)

Durata totale: 16:04

## Personale
- Ars – testi, musiche, arrangiamenti
- Jay & Rudy – testi (traccia 1), musiche (traccia 1)
- Boytoy – testi (tracce 3, 5), musiche (tracce 1-5), arrangiamenti
- Disko – musiche (tracce 1-2), arrangiamenti (tracce 1-2)
- Isaac Han – musiche (tracce 1)
- Aron Kim – musiche (tracce 1, 4), arrangiamenti (traccia 4)
- Ghostchild Ltd – musiche (tracce 1)
- Peter Hyun – testi (traccia 2), musiche (traccia 2)
- Kinsha – testi (traccia 2), musiche (traccia 2)
- Atunes – musiche (traccia 3), arrangiamenti (tracce 3, 5)
- Hahm – testi (traccia 4), musiche (traccia 4)
- D'tour – testi (traccia 4)
- Kay – musiche (traccia 4), arrangiamenti (traccia 4)
- John Thomas – musiche (traccia 4)
- TopTier – testi (traccia 5), musiche (traccia 5)
- Kunyo – testi (traccia 5)

## Successo commerciale
Sugar ha esordito quinto in Corea del Sud sulla Gaon Weekly Album Chart, mentre la traccia omonima è entrata in nona posizione sulla componente Gaon Download Chart. Il disco ha venduto 65 632 copie nel mese d'uscita.

## Classifiche
| Classifica (2022) | Posizione massima |
| ----------------- | ----------------- |
| Corea del Sud     | 5                 |